# Stoneyburn
Stoneyburn är en by i West Lothian i Skottland. Byn är belägen 30,6 km 
från Edinburgh. Orten har 1 970 invånare (2016).